# شلبی سی‌اسایکس
شلبی سی‌اسایکس (Shelby CSX) خودرویی است که در سال‌های ۱۹۸۷ تا ۱۹۸۹تولید شده‌است. طراحی آن خودروهای موتور جلو-محور جلو بوده‌است. سیستم جعبه‌دندهٔ آن ۵ دنده به صورت دستی است.